# The Electric Hellfire Club
The Electric Hellfire Club ist eine Band aus Wisconsin. Ihre Musik ist eine Mischung aus unter anderem Electro-Industrial, psychedelischen Keyboards und Metal-Riffs; als Einflüsse nennt die Band unter anderem diverse Subgenres des Industrial, der elektronischen Musik, des Metal und der klassischen Musik.

## Bandgeschichte
Die Band wurde 1991 von Reverend Thomas Thorn gegründet, nachdem er die Band My Life with the Thrill Kill Kult verlassen hatte. Der Name ist von Sir Francis Dashwoods Hellfire Club inspiriert, Thorns Zusatz „Electric“ soll den Bezug zu moderner Technologie und der elektrischen Natur der Magie und des menschlichen Geistes reflektieren. Die Band bezeichnet sich selbst ebenso wie Dashwoods Hellfire Club als satanistische Organisation und hat ihre ideologischen Wurzeln in der Ideologie der Church of Satan, deren Gründer Anton Szandor LaVey Thomas Thorn zum Priester ernannte; LaVeys Sohn widmete die Band das Album Kiss the Goat.
Thorn besingt in dem Lied Age of Fire vom Debüt Burn, Baby, BURN! brennende Kirchen und Synagogen, ebenso befürwortete er ausdrücklich die Kirchenbrandstiftungen in Norwegen, die auf Angehörige der Black-Metal-Subkultur zurückzuführen waren. Außerdem wurde eine Kirche in Jacksonville, Florida von zwei jugendlichen Fans der Band angesprüht, die nach ihrer Festnahme aus dem Lied Book of Lies zitierten, das entsprechende Aufrufe beinhaltet. Auch im Fall des Mörders Caleb Fairley wurde bekannt, dass er Fan der Band war. Fairley schloss am Abend des 10. September 1995 zwei Kundinnen des Bekleidungsgeschäftes, in dem er arbeitete, dort ein, ermordete sie und schändete ihre Leichen. Am selben Abend besuchte er ein Konzert des Electric Hellfire Club und fragte den damaligen Keyboarder der Band, Shane Lassen, ob dieser ihm helfen könne, „eine persönlichere Beziehung zu Satan aufzubauen“, was ihm mit Büchern wie dem Necronomicon und LaVeys Satanischer Bibel nicht gelungen sei.
1997 erschienen der Soundtrack des Films Gummo mit dem The-Electric-Hellfire-Club-Titel D.W.S.O.B. und der Sampler Souvenirs from Hell mit dem ebenfalls exklusiven Titel Paradise Reclaimed.
Im Laufe ihres Bestehens hat die Band fünf reguläre und drei Mini-Alben veröffentlicht und ist unter anderem mit Danzig, Gwar, Type O Negative, Fear Factory, Coal Chamber, Godflesh und Powerman 5000 aufgetreten.
2009 kündigte die Band Charles Edward von Seraphim Shock als neuen Gitarristen an, ebenso kehrte Eric Peterson (aka John Hatch/Rex Sterling/Janna Flail), der ursprüngliche Schlagzeuger, zur Band zurück.

## Diskografie

### Alben
- 1993: Burn, Baby, BURN! (Cleopatra Records)
- 1995: Kiss the Goat (Cleopatra Records)
- 1996: Calling Dr. Luv (Cleopatra Records)
- 1998: Unholy Roller (Remix-Album; Cleopatra Records)
- 2000: Witness the Millennium (Cleopatra Records)
- 2002: Electronomicon (Cleopatra Records)
- 2016: Necessary Evils - The Best of (Cleopatra Records)

### Singles und EPs
- 1994: Satan’s Little Helpers (EP; Cleopatra Records)
- 1995: Halloween 95 (EP; Cleopatra Records)
- 1995: Trick or Treat? (EP; Cleopatra Records)
- 1996: Calling Dr. Luv (Single; Cleopatra Records)
- 1999: Empathy for the Devil (Cleopatra Records)

### Samplerbeiträge
- 1994: Root of All Evil (Bring Me the Head of Bob Larsen) auf IndustrialnatioN CD Sound Compilation Vol. 1 (IndustrialnatioN Magazine)
- 1995: Lucifer Sam auf A Saucerful of Pink – A Tribute to Pink Floyd (Cleopatra Records, Cherry Red Records)
- 1996: Bela Lugosi's Dead auf The Passion Of Covers - A Tribute To Bauhaus (Cleopatra Records)
- 1997: D.W.S.O.B. auf Gummo (London Records)
- 1997: Paradise Reclaimed auf Souvenirs from Hell (Cthulhu Records)
- 1997: Charles in Charge auf TV Terror: Felching a Dead Horse (Re-constriction Records)
- 1997: Sympathy for the Devil auf Vampire Themes (Cleopatra Records)
- 1997: Baby’s on Fire auf A Tribute to the Music & Works of Brian Eno (Cleopatra Records)
- 1997: Killing an Arab auf 100 Tears – A Tribute to The Cure (Cleopatra Records)
- 1998: Warlock (Truth Decay Version) auf Hymns of the Worlock – A Tribute to Skinny Puppy (Cleopatra Records, Synthetic Symphony)
- 1998: Sacrifice auf A Tribute to Venom (Deadline Music)
- 1999: Sunday Bloody Sunday auf We Will Follow – A Tribute to U2 (Cleopatra Records, Anagram Records)
- 1999: South of Heaven auf Straight to Hell: A Tribute to Slayer (Cleopatra Records)
- 1999: Land of Rape & Honey auf Another Prick in the Wall – A Tribute to Ministry – Volume 2 (Invisible)
- 2000: Rush Rush auf Platinum Girl – A Tribute to Blondie (Cleopatra Records)
- 2000: Light My Fire auf Darken My Fire: A Gothic Tribute to The Doors (Cleopatra Records, Anagram Records)
- 2001: Heresy auf Re-Covered in Nails 2.001: A Tribute to Nine Inch Nails (Cleopatra Records)
- 2001: God auf A Gothic-Industrial Tribute to Smashing Pumpkins (Cleopatra Records)
- 2002: Get Your Gun auf A Tribute to Marilyn Manson (Cleopatra Records, Anagram Records)
- 2002: Age of Fire (exclusive remix) auf Lords of Chaos – Die Geschichte der okkulten Musik (Prophecy Productions)
- 2002: Opiate auf A Tribute to Tool (Cleopatra Records)